# Johann Martin Flad

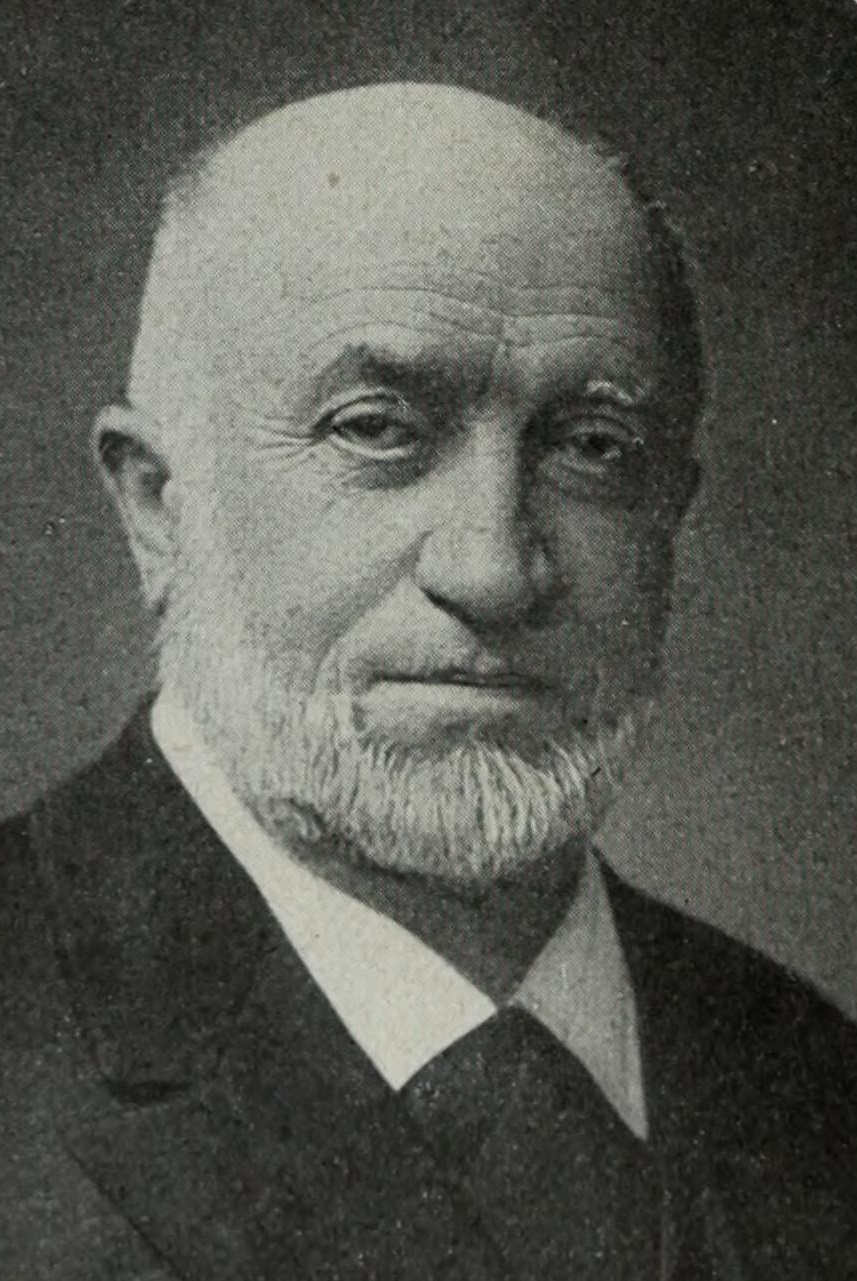
Johann Martin Flad

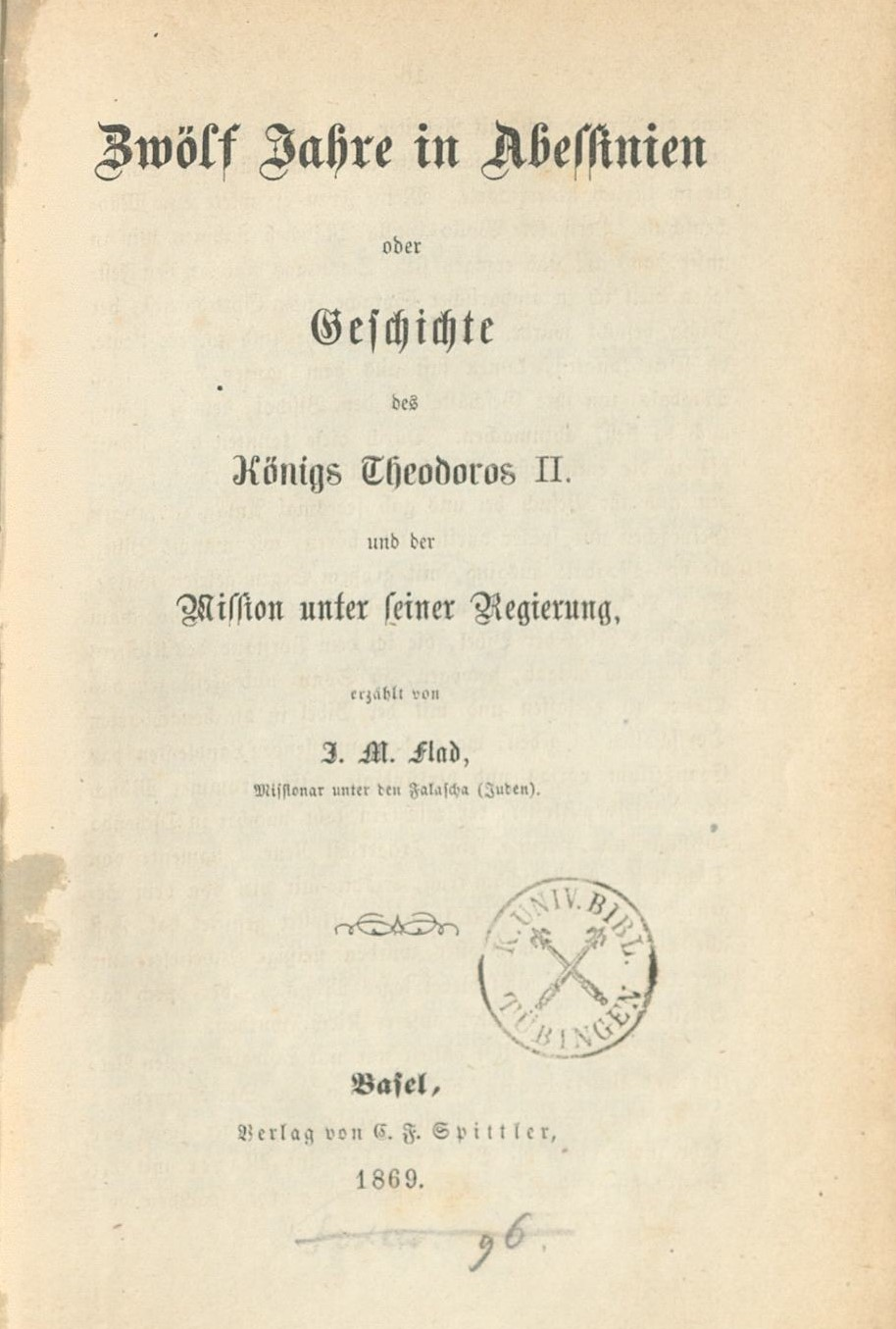
Zwölf Jahre in Abessinien (1869)

Johann Martin Flad (geboren 7. Januar 1831 in Undingen, Königreich Württemberg; gestorben 1. April 1915 in Korntal) war ein deutscher Afrika-Missionar.

## Leben
Er wurde in St. Chrischona ausgebildet. Ursprünglich Mitglied der Basler Mission, reiste er 1855 nach Äthiopien und begleitete den Missionar Johann Ludwig Krapf. Von 1861 bis 1915 arbeitete er im Dienst der London Society for the Promotion of Christianity unter den äthiopischen Juden. Mit anderen Missionaren gründete er 1856 eine Schule in Avora bei Gondar und 1861 eine Missionsstation in Kohula bei Jénda nördlich des Tanasees. Er heiratete 1858 in Jerusalem die frühere Kaiserswerther Diakonisse Pauline Keller (1826–1909), die 1851 in die Heilige Stadt gekommen war, wo sie als Lehrerin der Diakonissenschule Talitha Kumi unterrichtete. Flad, der zwischenzeitlich auf Veranlassung des Kaiser Téwodros inhaftiert war, verließ Äthiopien im Jahr 1868. Er war weiter in der dortigen Missionierung tätig, indem er Bibeln nach Abessinien sendete und die Missionierung der Falaschen innerhalb der London Society for Promoting Christianity leitete.

## Schriften (Auswahl)
- Kurze Schilderung der bisher fast unbekannten abessinischen Juden (Falascha). Ihr Ursprung, Wohnort, Körperbau, Nahrung u. Gewerbe, Gottesdienst, Opfer, Mönche, Nonnen, Priester, Propheten, Schwarzkünstler, Feste, Reinigungs-Gesetze, Bücher, Verlobung, Hochzeit, Ehe, Tod und Begräbniß. Kornthal 1869.
- Zwölf Jahre in Abessinien oder Geschichte des Königs Theodoros II. und der Mission unter seiner Regierung. Basel: Spittler, 1869
- 60 Jahre in der Mission unter den Falaschas in Abessinien. Selbstbiographie des Missionars Johann Martin Flad. Gießen 1922.
- The Holy Bible in Amharic. London 1915, OCLC 55086471.
- Johan Martin Flad: Ein Leben für Abessinien, 2. Auflage, Hans Georg Feller (Hrsg.), Brunnen Verlag, Basel, 1936
- Messianic Prophecies in Ethiopic and Amharic : with some additional passages from the ancient prophets. At the request and expense of the London Society for Promoting Christianity among the Jews 1875